# Arnold Sports Festival
Arnold Sports Festival (también conocido como Arnold Classic) es un evento multideportivo anual fundado por Arnold Schwarzenegger y Jim Lorimer en Columbus, Ohio, Estados Unidos, en 1989. Inicialmente centrado en el culturismo, ha evolucionado hasta convertirse en uno de los festivales multideportivos más grandes del mundo, con competiciones en más de 60 disciplinas, incluyendo artes marciales, halterofilia, gimnasia, deportes de fuerza, entre otros.

## Historia
El evento nació como una extensión del Mr. Olympia y rápidamente ganó notoriedad al estar directamente vinculado con Arnold Schwarzenegger, actor, empresario y exgobernador de California, así como una de las figuras más reconocidas en la historia del culturismo. La edición inaugural del Arnold Classic tuvo lugar en 1989.
A lo largo de los años, el festival ha crecido significativamente, no solo en número de participantes y disciplinas, sino también en extensión geográfica, con ediciones en países como Brasil, España, Australia, Sudáfrica y el Reino Unido, bajo el nombre de **Arnold Sports Festival Worldwide**.

## Disciplinas
El Arnold Sports Festival incluye una amplia variedad de deportes y competiciones, entre ellas:
- Culturismo profesional y amateur (IFBB Pro League y NPC)
- Strongman (hombres y mujeres)
- Levantamiento de pesas
- Powerlifting
- Artes marciales (karate, taekwondo, jiu-jitsu)
- Esgrima, lucha, gimnasia
- Deportes de combate
- Fitness infantil y juvenil
- Pole dance, skateboarding, cheerleading, y más.

## Feria Expo
Uno de los componentes más destacados del festival es la Arnold Fitness Expo, una feria de exhibición con cientos de stands de empresas del sector del fitness, nutrición deportiva, ropa, equipamiento, etc. La Expo también alberga demostraciones, lanzamientos de productos y sesiones de firma de autógrafos con atletas reconocidos.

## Ediciones internacionales
A partir de 2011, el festival comenzó a expandirse internacionalmente. Algunas de las sedes incluyen:
- Arnold Classic Europe (Madrid, luego Barcelona y Sevilla)
- Arnold Sports Festival South America (São Paulo, Brasil)
- Arnold Sports Festival Africa (Johannesburgo, Sudáfrica)
- Arnold Sports Festival Australia (Melbourne)
- Arnold Sports Festival UK (Birmingham, Reino Unido)

Cada edición conserva el espíritu del evento original, adaptándose a las disciplinas populares de cada región.

## Importancia y legado
El Arnold Sports Festival ha sido fundamental en la popularización del culturismo y el fitness a nivel global. También ha contribuido al reconocimiento de deportes menos mediáticos, dándoles visibilidad ante un público amplio.
Además, el evento promueve valores como la salud, la disciplina, el deporte en todas las edades, y el empoderamiento a través del esfuerzo físico.